# Пахоехое

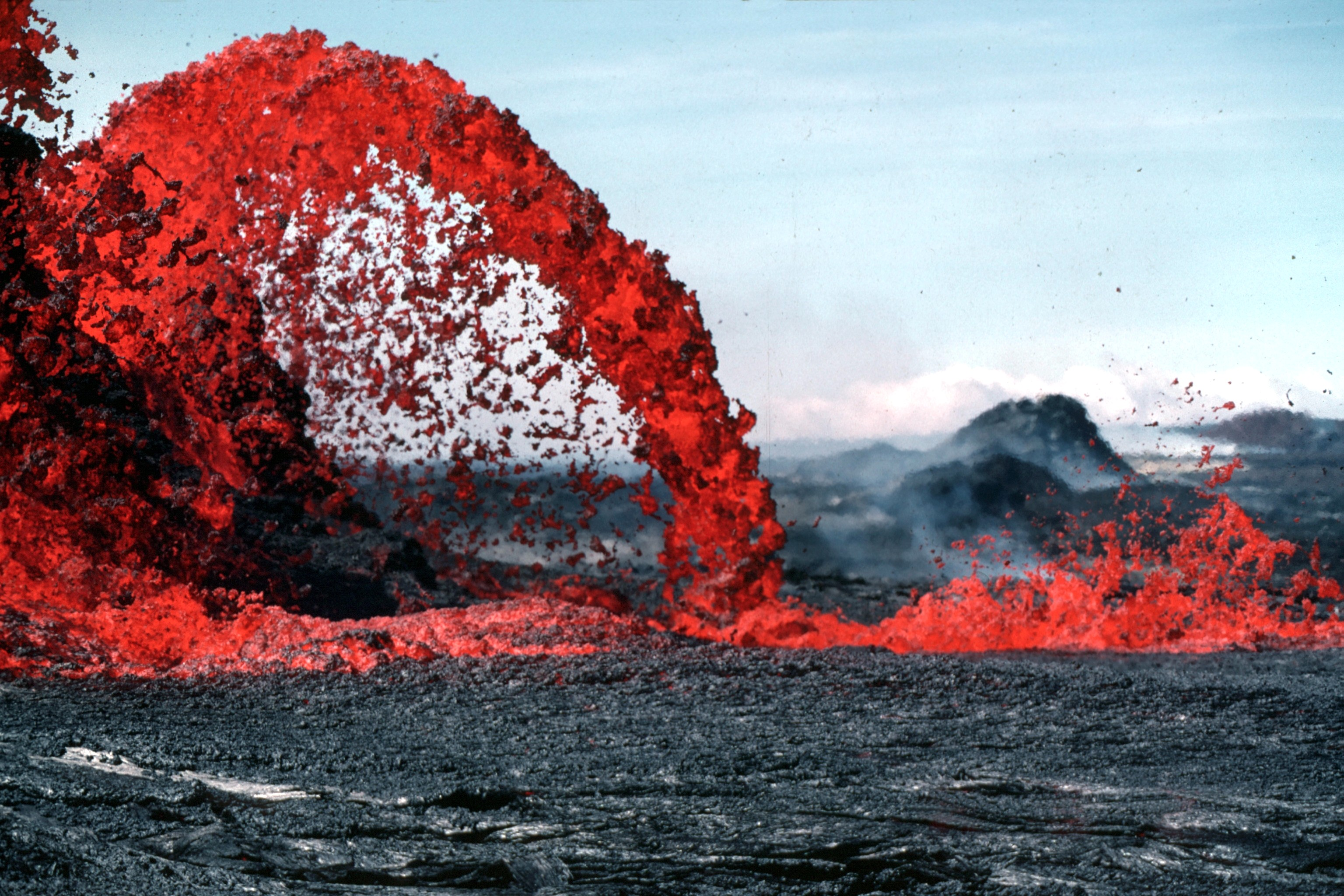
10 м фонтан лави типу пахоехое, Гаваї

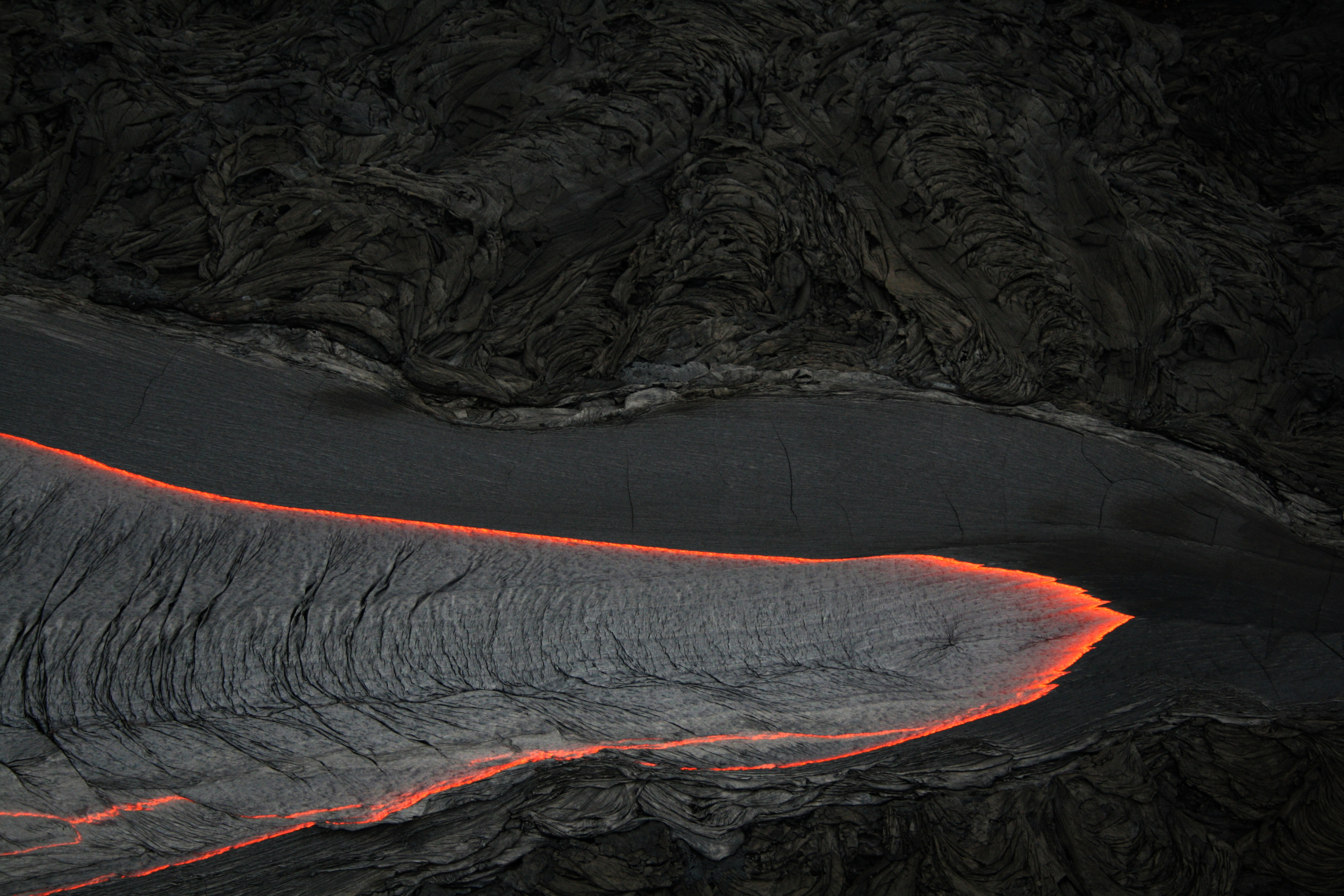
Потік лави типу пахоехое, Гаваї, 2007 рік

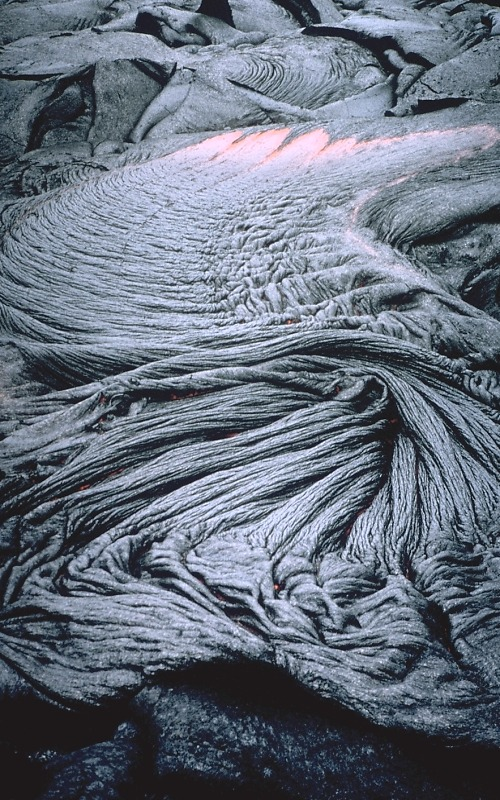
Лава пахоехое, Гаваї

Пахоехое, також хвиляста лава  (англ. ropy lava, corded lava, pahoehoe, paehoehoe lava; нім. Pahoehoe n, Pa-hoehoe-Lava f, welleförmige Lava f) — різновид вулканічної лави. Базальтова лава з хвилястою склистою поверхнею, як правило, сильно дегазована. Пахоехое характерна для Гавайських островів, зустрічається також в Ісландії (місцева назва — геллуґраун) та в інших районах.